# Lonchocarpus spectabilis
Lonchocarpus spectabilis är en ärtväxtart som beskrevs av Frederick Joseph Hermann. Lonchocarpus spectabilis ingår i släktet Lonchocarpus och familjen ärtväxter. Inga underarter finns listade i Catalogue of Life.